# Pataca
|  | Per a altres significats, vegeu «Patata». |

La pataca és la unitat monetària oficial de Macau, regió administrativa especial de la República Popular de la Xina des del 1999. El codi ISO 4217 és MOP i s'acostuma a abreujar Pat. o amb el símbol MOP$. Es divideix en 100 avos, mot portuguès que en xinès es diu 仙 (sin). És un mot portuguès; en xinès es diu 澳門圓 Aomen yuan, o simplement 圓 yuan, igual com la moneda xinesa.
El nom de pataca deriva d'una antiga moneda de plata molt popular a l'Àsia, el peso mexicà o els vuit rals, coneguda en portuguès com la pataca mexicana. Una altra versió de la pataca es va utilitzar també al Timor Portuguès, avui Timor Oriental, fins al 1957, quan fou substituïda per l'escut.

## Història
La pataca es va introduir a Macau el 1894 com a unitat de compte i originàriament era equivalent al peso mexicà o el dòlar de Hong Kong i va substituir el ral portuguès a raó de 450 rals (reis) per pataca.
Els primers bitllets de pataca van començar a circular el 1906, mentre que les primeres monedes no ho feien fins al 1952.

## Monedes i bitllets
En circulen monedes de 10, 20 i 50 avos i d'1, 2, 5 i 10 pataques, i bitllets de 10, 20, 50, 100, 500 i 1.000 pataques. Els bitllets els emet, des del 1905, el Banc Nacional Ultramarí (大西洋銀行 Daxiyang Yinhang / Banco Nacional Ultramarino), i a partir del 1995 també s'hi ha afegit el Banc de la Xina a Macau (中國銀行澳門分行). Les monedes les emet l'Autoritat Monetària de Macau (澳門金融管理局), que és l'entitat encarregada de controlar la pataca.

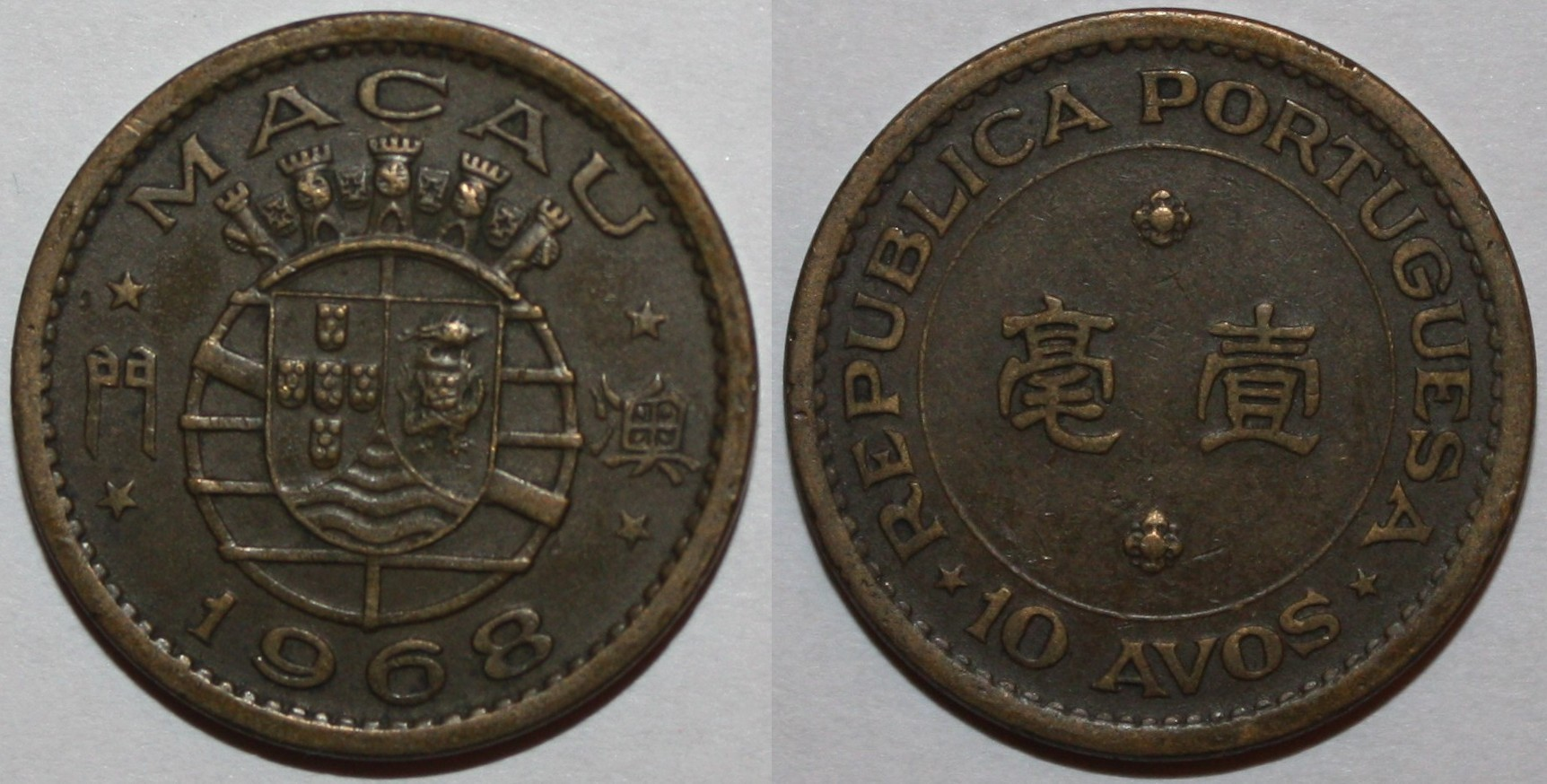
10 Avos, 1968
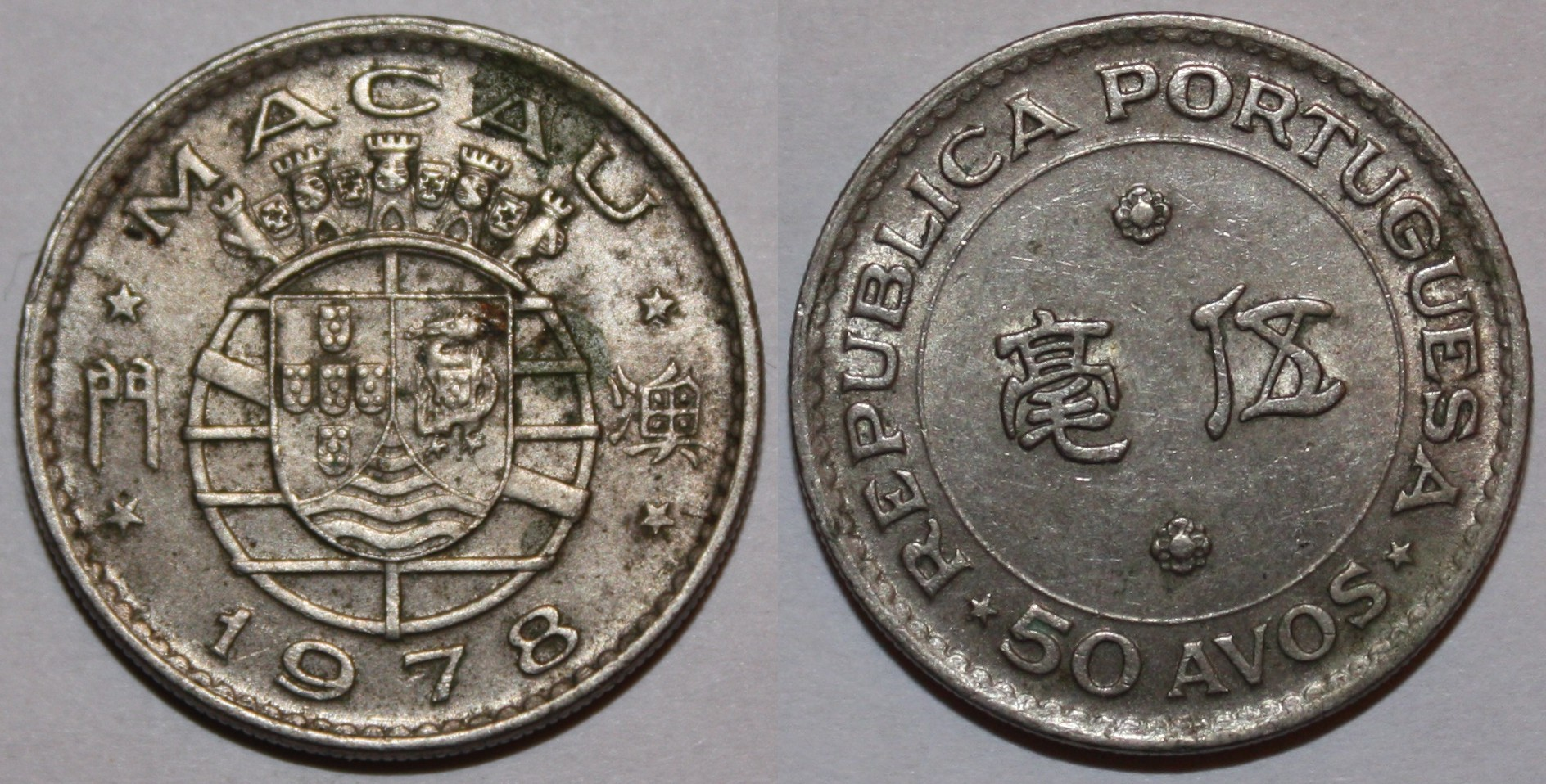
50 Avos, 1978
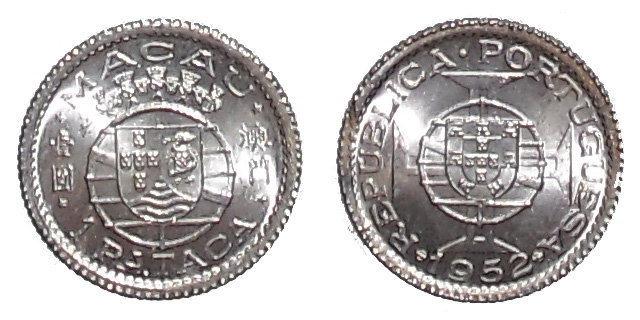
1 Pataca, 1952
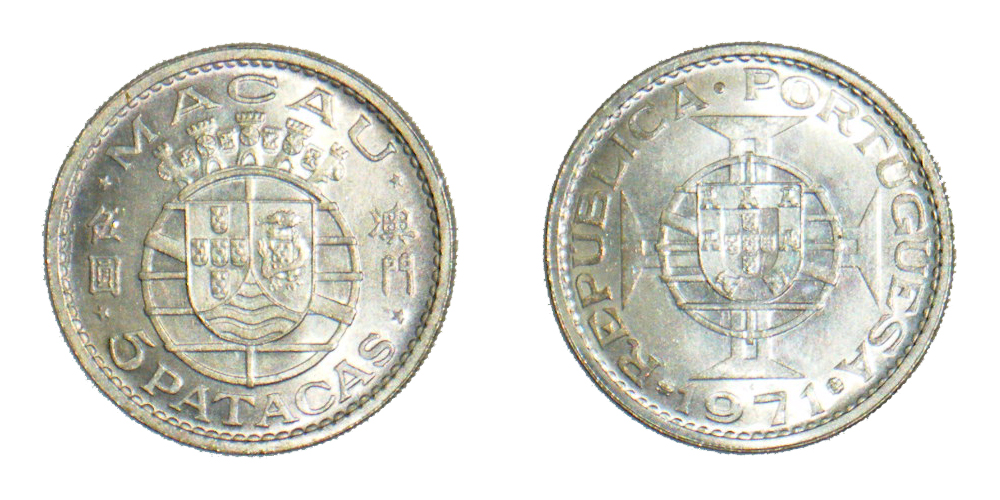
5 Pataca, 1971

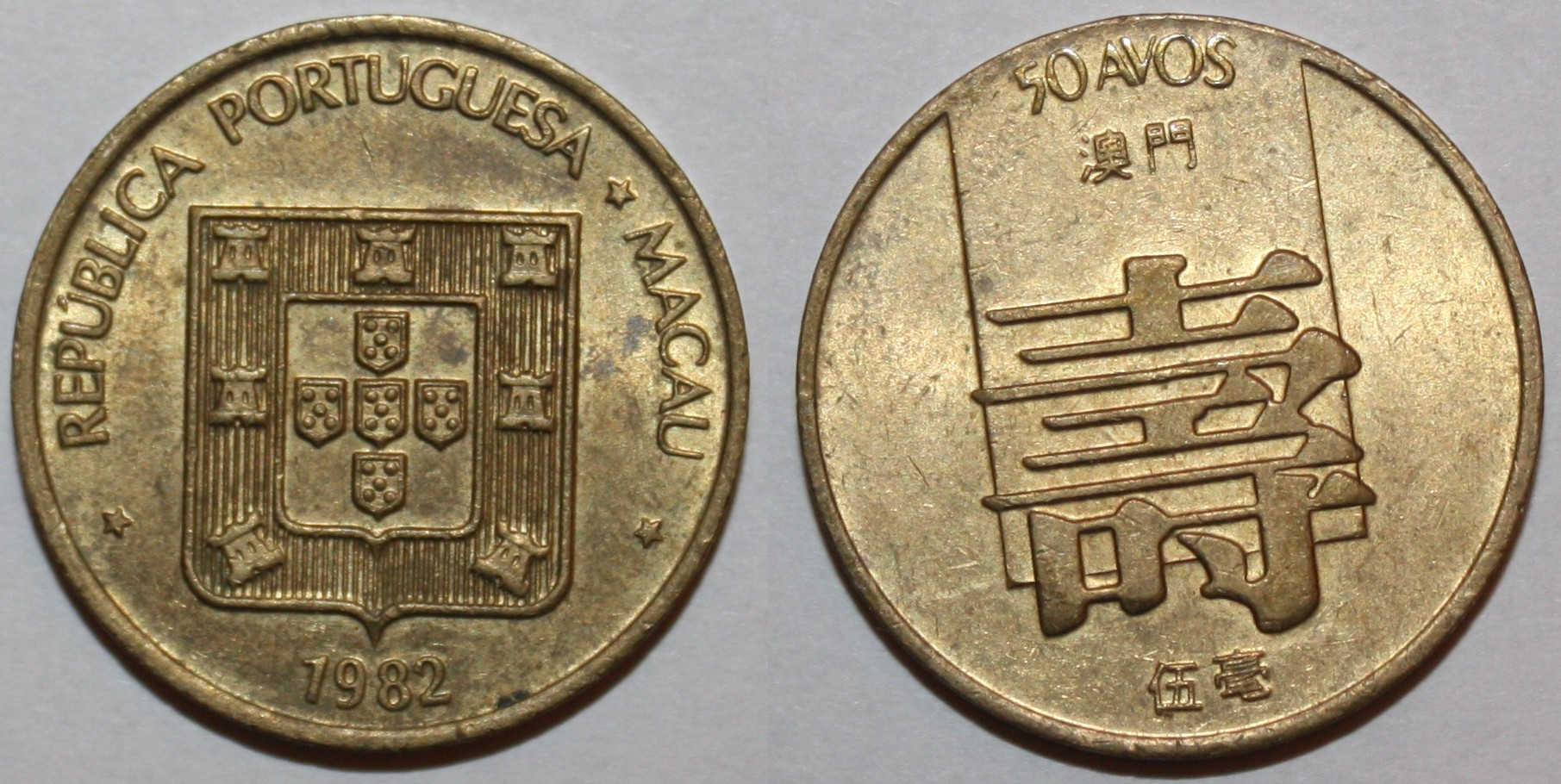
50 Avos, 1982
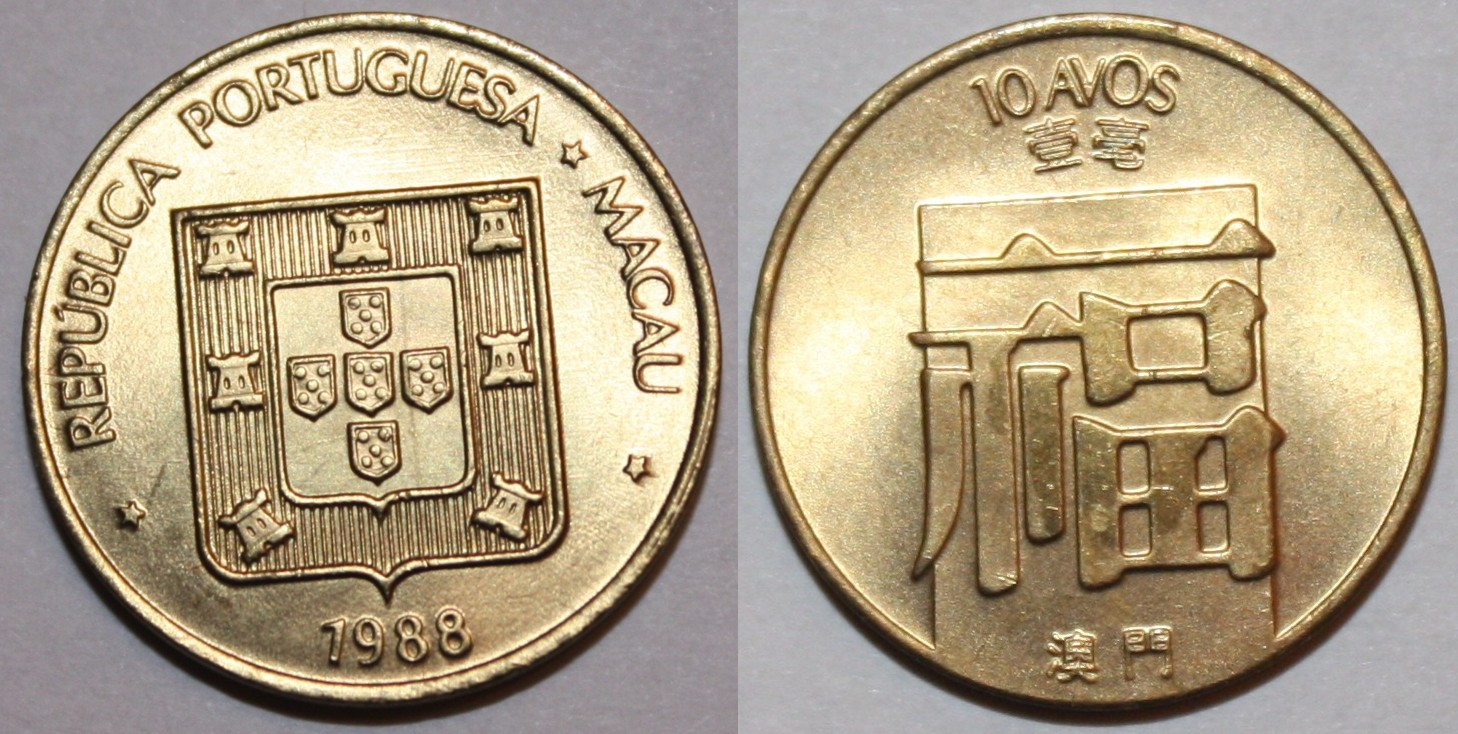
10 Avos, 1988
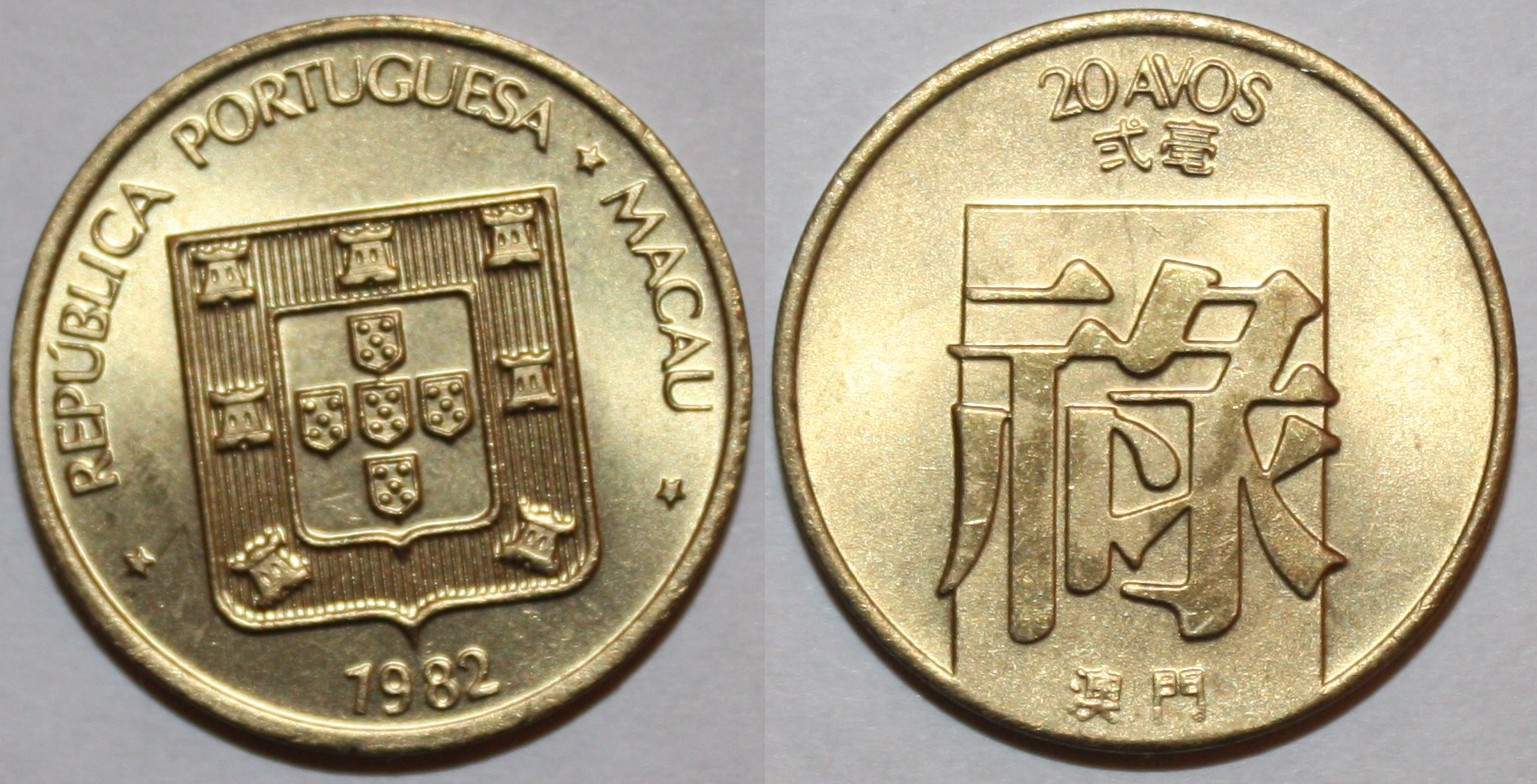
20 Avos, 1982

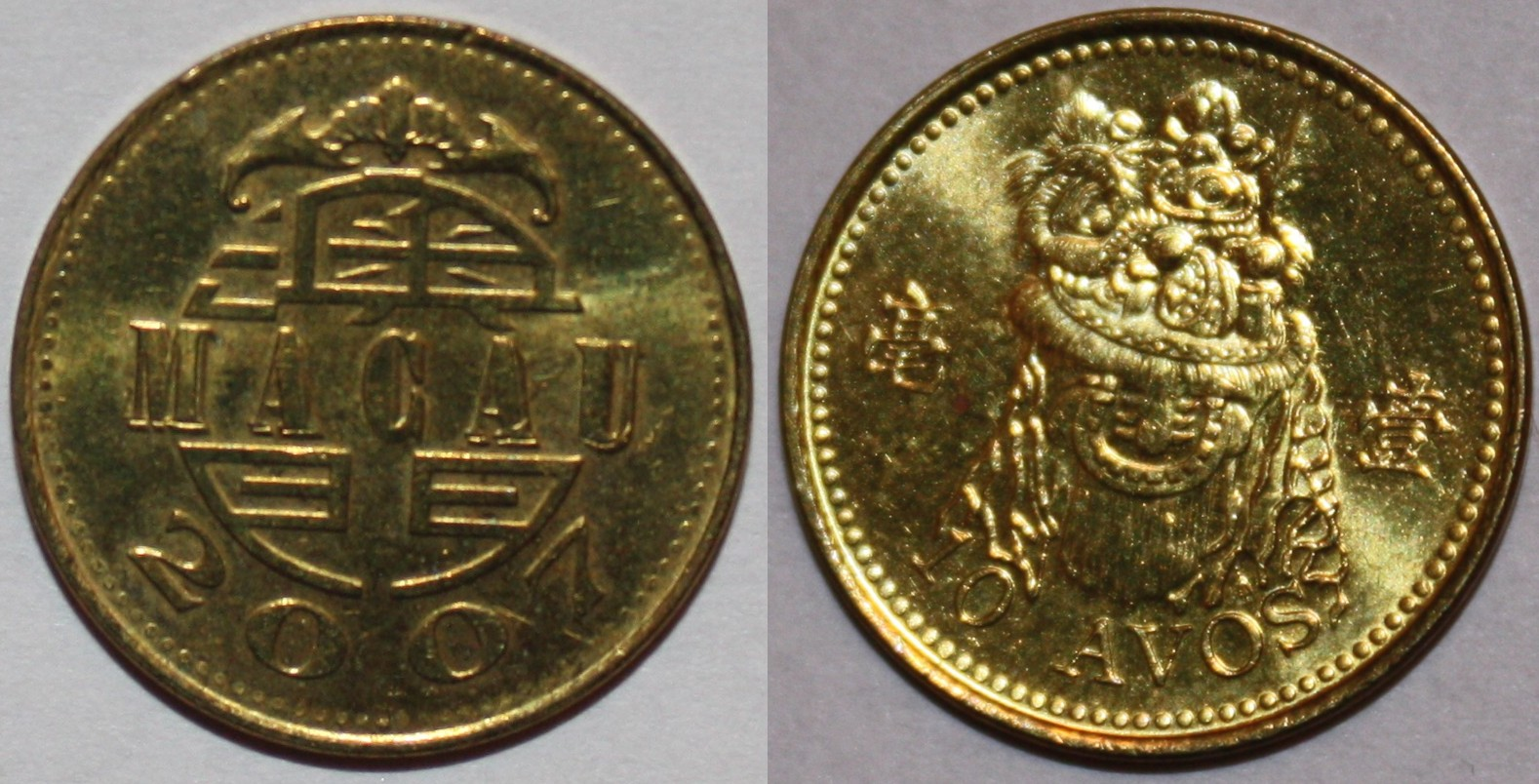
10 Avos, 2007
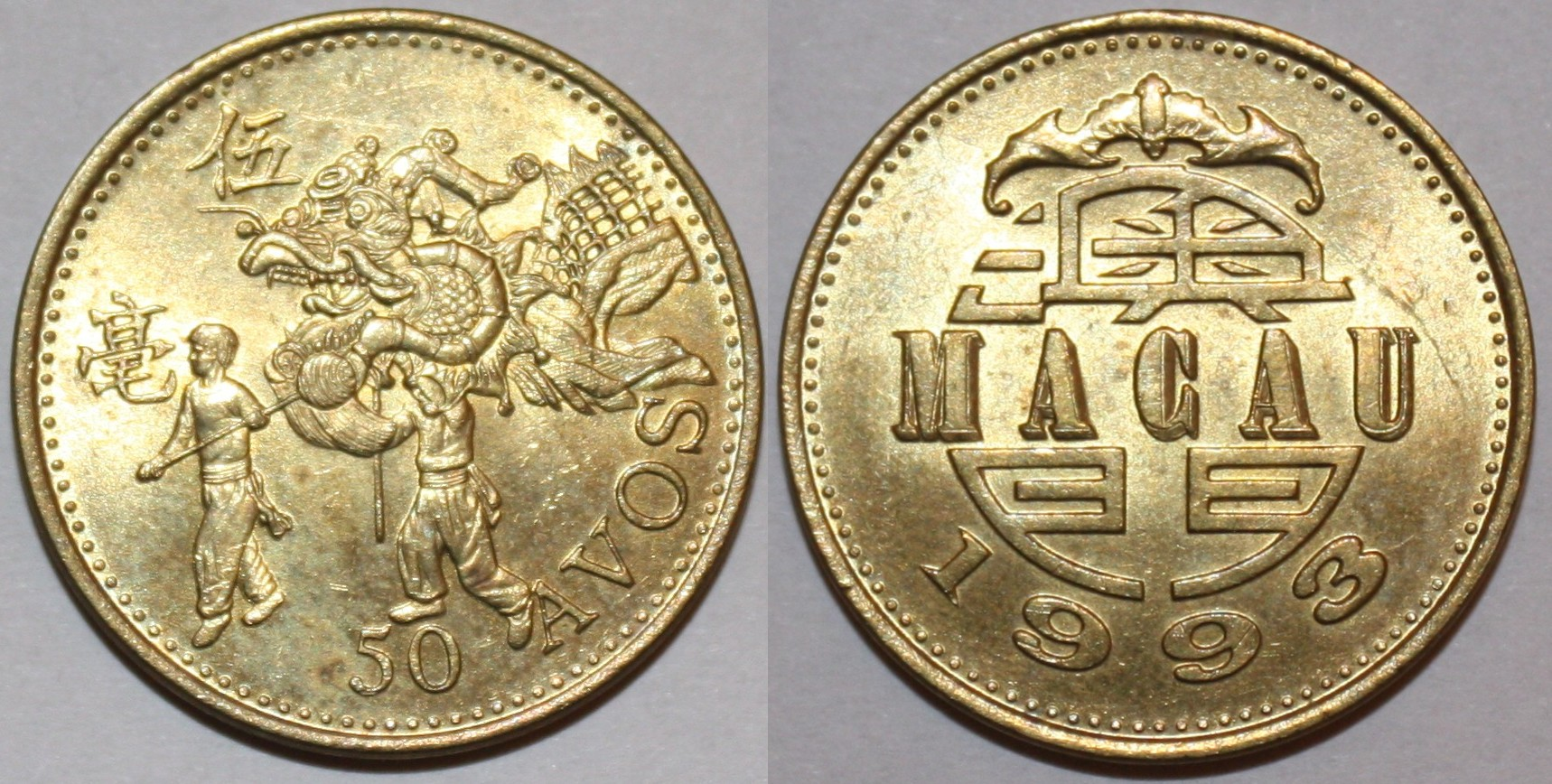
50 Avos, 1993
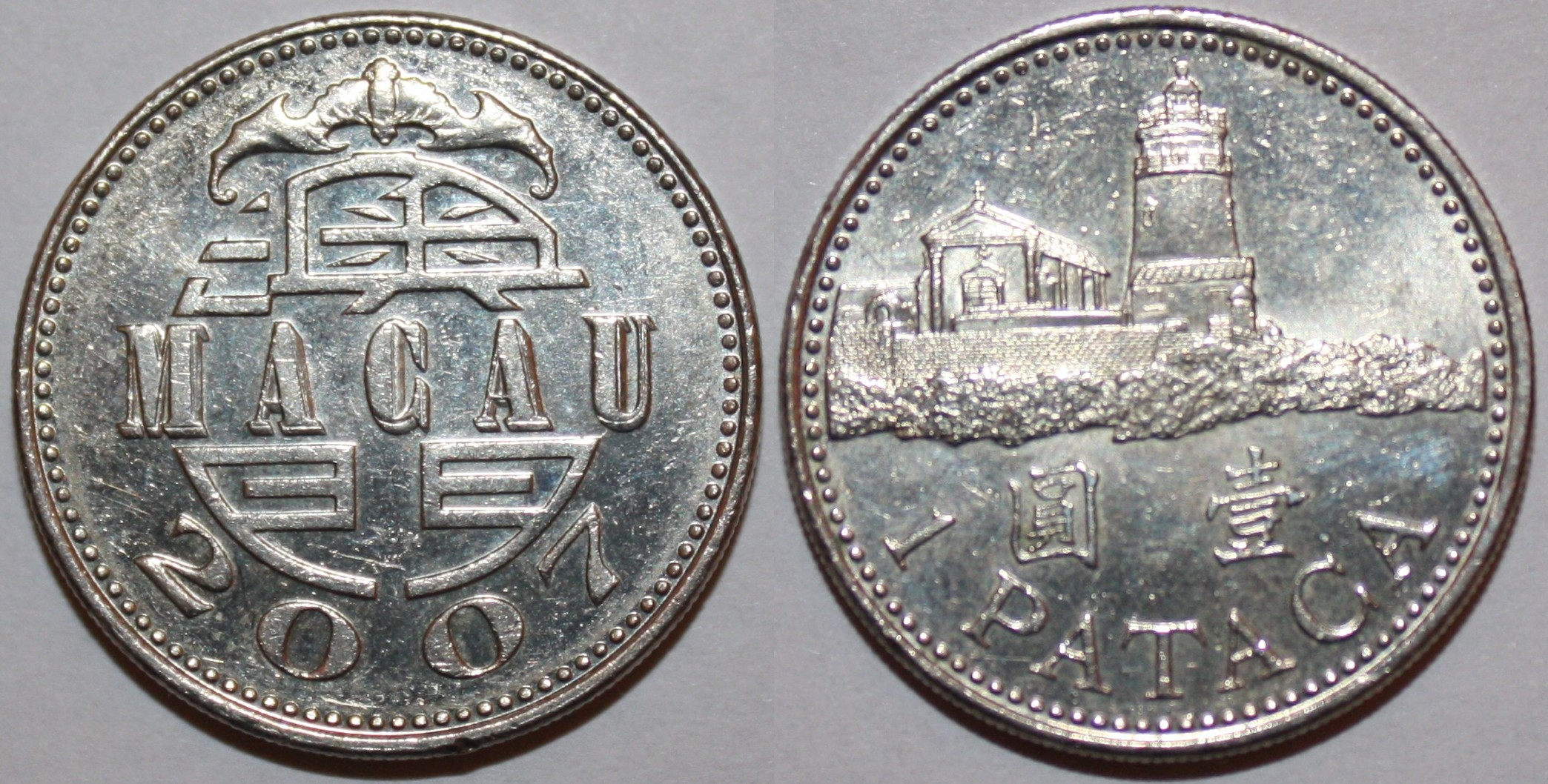
1 Pataca, 2007
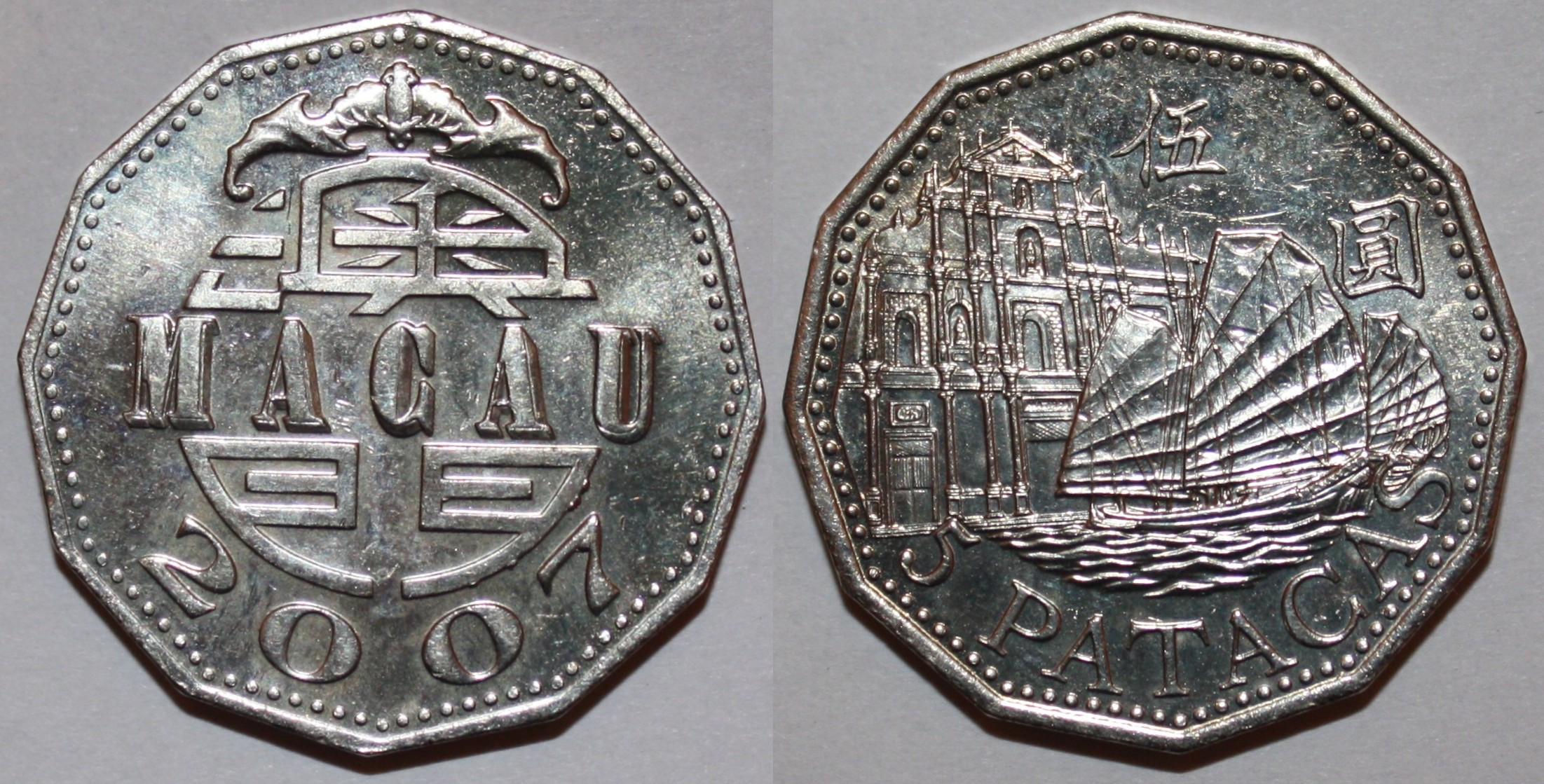
5 Pataca, 2007

## Taxes de canvi
- 1 EUR = 8,5661 (11 març 2023)[3] (10,5933 MOP 1 de març del 2007)
- 1 USD = 8,0458 (11 març 2023)[4] (8,04659 MOP 1 de març del 2007)
- La pataca té un canvi fix respecte al dòlar de Hong Kong a raó d'1,03 pataques per dòlar.[5]